# 슈도모나스 모셀리
슈도모나스 모셀리(학명: P. mosselii)는 프랑스에서 임상적으로 분리된 그람 음성 간균이다. 16S rRNA 분석 결과, P. putida의 근연종에 속한다.